# تاریگو د سراتو
تاریگو د سراتو (به اسپانیایی: Tariego de Cerrato) یک شهرستان در اسپانیا است که در استان پالنسیا واقع شده‌است.

## خصوصیات
تاریگو د سراتو ۲۰ کیلومترمربع مساحت و ۵۴۷ نفر جمعیت دارد.